# Гаћеша Село
Гаћеша Село је насељено место на Кордуну, у саставу општине Војнић, Карловачка жупанија, Република Хрватска.

## Историја
Гаћеша Село се од распада Југославије до августа 1995. године налазило у Републици Српској Крајини.

## Становништво
Гаћеша Село је према попису из 2011. године имало 46 становника.
| Националност   | 2001. | 1991. | 1981. | 1971. | 1961. | 1953. | 1948. | 1931. | 1921. | 1910. | 1900. | 1890. | 1880. | 1869. | 1857. |
| бр. становника | 43    | 111   | 147   | 159   | 193   | 192   | 161   | 198   | 147   | 123   | 118   | 111   | 89    | 109   | 118   |

- напомене:

До 1971. исказивано под именом Гаћеша-Село

### Национални састав
| Националност       | 2001.     | 1991.        | 1981.      | 1971.      | 1961.      |
| Срби               | 43 (100%) | 108 (97,29%) | 147 (100%) | 159 (100%) | 193 (100%) |
| Хрвати             | 0         | 0            | 0          | 0          | 0          |
| Југословени        | 0         | 0            | 0          | 0          | 0          |
| остали и непознато | 0         | 3 (2,70%)    | 0          | 0          | 0          |
| Укупно             | 43        | 111          | 147        | 159        | 193        |